# پیز تومول
پیز تومول (به لاتین: Piz Tomül) یک کوه در سوئیس است که در کانتون گراوبوندن واقع شده‌است. پیز تومول ۲٬۹۴۶ متر بالاتر از سطح دریا واقع شده‌است.